# Y a pas d’embouteillage dans le désert !
Y a pas d’embouteillage dans le désert !, sous-titré Chroniques d’un Touareg en France, est un livre de Moussa Ag Assarid, touareg malien, sorti en librairie le 2 mars 2006 et édité aux Presses de la Renaissance,. Le livre est à la fois un recueil de réflexions et de chroniques autobiographiques sur le parcours d’un Touareg venu vivre en France. Écrit en français, Y a pas d’embouteillage dans le désert ! a été traduit en espagnol, en italien, en coréen et en arabe et a été vendu en plusieurs dizaines de milliers d’exemplaires.

## Contenu et thèmes
Le livre est découpé en 88 chapitres.
Moussa Ag Assarid, jeune touareg nomade, est né vers 1975. Après des études au Mali, il part découvrir la France et découvre avec étonnement le métro, le TGV et les embouteillages… Émerveillé par ses découvertes, il ne peut que comparer et s’amuser sans cesse des différences évidentes entre le mode de vie occidental et celui de sa vie de nomadisme dans le désert du Sahara…
Le livre traduit ainsi avec humour, le décalage entre cette vie européenne, que Moussa Ag Assarid ne comprend pas toujours, et celle du désert.
Après des premières péripéties, Moussa Ag Assarid choisit de garder l’habit bleu des Touaregs, ce qui ne passe pas inaperçu et provoque le contact.

## Chiffres de ventes
20 000 exemplaires sont déjà vendus un an après la sortie du livre en mars 2007 et 40 000 deux ans après en français ainsi que plus de 10 000 en coréen et quelques milliers en espagnol et en italien.
Il est revendiqué sur le site de Caravane du cœur à la sortie du troisième livre de l’auteur en 2011, cinq ans après la sortie de Y a pas d’embouteillage dans le désert !, 100 000 exemplaires vendus toutes éditions et langues confondues (français, espagnol, coréen et italien).

## Traductions étrangères
Le livre est sorti en italien en 2007 sous le titre Non ci sono ingorghi nel deserto. Cronache di un Tuareg in Europa et dès 2006, en espagnol sous le titre En el desierto no hay atascos: Un Tuareg En La Ciudad. L’ouvrage en espagnol était déjà à sa troisième édition en 2009 et a été vendu en Amérique latine (Pérou…).
Le livre est aussi sorti en coréen dans les deux années qui ont suivi l’édition en français.
En 2015, le livre sort en arabe.

## Édition spéciale
Une édition spéciale mal-voyant sort dans le commerce en septembre 2006 aux éditions de la Loupe.